# Ферет
Ферет (антгрч. Φέρης [, модерно ] — Ферес, модерно Ферис; лат. Pheres — Ферес) је оснивач и краљ Фера у Тесалији.

## Митологија
Ферет је био брат Есона, Пелија, Амитаона, отац Адмета, а стриц Јасона, славних личности и јунака из мита о Аргонаутима, Хераклу и рату седморице против Тебе.
Ферет се прославио изградњом и утврђивањем свога престобог града, града Фера - западно до данашње луке Волос.